# Stazione di Montoro-Forino
Stazione di Montoro-Forino vasútállomás Olaszországban, Montoro Inferiore településen.

## Vasútvonalak
Az állomást az alábbi vasútvonalak érintik:
- Cancello–Benevento railway

## Kapcsolódó állomások
A vasútállomáshoz az alábbi állomások vannak a legközelebb:
- Stazione di Borgo (Italia)
- Stazione di Mercato San Severino